# بولتي
بولتي، (بالإنجليزية: Bultei)‏، (سردينيا: Urtei)، هي بلدية، في مقاطعة ساساري، في منطقة سردينيا الإيطالية، وتقع على بعد حوالي 140 كم (87 ميل) إلى الشمال من كالياري، وحوالي 50 كم (31 ميل) جنوب شرق ساساري.

## السكان
في سنة 1861 بلغ عدد السكان 1٬017 نسمة، وتطور العدد ليصل في سنة 2011 لـ 1٬046 نسمة.
يظهر هذا المخطط البياني تطور النمو السكاني لـ بولتي

## توأمة
لبولتي اتفاقيات توأمة مع:
- فيورانو مودينيزي